# Liacaroppia doryphoros
Liacaroppia doryphoros är en kvalsterart som först beskrevs av J. och P. Balogh 1983.  Liacaroppia doryphoros ingår i släktet Liacaroppia och familjen Oppiidae. Inga underarter finns listade i Catalogue of Life.